# Пасинская равнина
Пасинская равнина (Пассинская долина; тур. Pasinler Ovası) — равнина на северо-востоке Турции, образованная рекой Аракс. Высота составляет 1600 м над уровнем моря. Расположена к востоку от Эрзурума, от которого равнину отделяет хребет Девебойну. На равнине расположены города Кёприкей, Пасинлер (Гасан-кала) и Хорасан. Через перевал Кара-Дербент (горы Драмдаг) равнина на юге сообщается с Алашкертской долиной. В период русско-турецкой и Первой мировой войны являлась ареной ожесточенных сражений. Растительность степная, зимы многоснежны.